# 真昼の月 (音速ラインの曲)
「真昼の月」(まひるのつき)は、日本のバンド音速ラインの6枚目のシングルである。2007年3月21日発売。発売元はユニバーサルミュージック。

## 概要
- 通常盤と初回生産限定盤の二種リリース。初回生産限定盤にはボーナス・トラック付き。
- PV監督は深津昌和。昭和のロマンポルノ風のラブシーンが挿入されている。
- 2016年現在、外部プロデューサーを迎えて制作された音速ラインのシングルは本作のみである。
- レコーディング時には大サビを入れる案があったが、根岸孝旨の「どれがサビなのか分からなくなる」という意見により却下されたという（「トーキンロック！」インタビューより）。

## 収録曲
1. 真昼の月[4:06]
作詞・作曲：藤井敬之／編曲：根岸孝旨・音速ライン
2. 夏なんです[3:26]
作詞：松本隆／作曲：細野晴臣／編曲：音速ライン
はっぴいえんどのカバー
3. ありがとうの唄 (ボーナス・トラック)[2:29]
作詞・作曲：藤井敬之

## 収録アルバム

### 真昼の月
- オリジナル『三枚おろし』（2007年11月14日）
- ベスト『おとし玉～ベリー ベスト オブ 音速ライン』（2009年1月14日）

### 夏なんです
- ベスト『風味絶佳～音速ライン レア・トラック集～』（2009年1月14日）

### ありがとうの唄
- ベスト『おとし玉～ベリー ベスト オブ 音速ライン』（2009年1月14日）

## タイアップ
- 真昼の月：
  - NTV系「音楽戦士 MUSIC FIGHTER」2007年3月度エンディングテーマ
  - FCT「ゴジてれ土曜版」エンディングテーマ
  - 「音速ラインのラジオ百景」テーマソング